# Parafia Najświętszej Maryi Panny Niepokalanie Poczętej w Wołczynie
Parafia Najświętszej Maryi Panny Niepokalanie Poczętej – rzymskokatolicka parafia znajdująca się przy ulicy Kościelnej 2 w Wołczynie, należąca do dekanatu Wołczyn w diecezji kaliskiej. 

## Historia parafii
Istnienie parafii w Wołczynie udokumentowane jest w piśmie księcia oleśnickiego Konrada Białego Młodszego z 1410 roku. Był to wówczas kościół drewniany pod wezwaniem św. Barbary z drewnianą wieżą i dzwonem. W okresie reformacji, stopniowo aż do 1564 roku, liczba katolików maleje a zwiększa się ilość ewangelików. Po 1564 roku, dotychczasowy katolicki kościół parafialny, staje się świątynią ewangelicką, a ostatni katolicki proboszcz zmuszony jest do przejścia do parafii w Rożnowie. Do 1851 roku, niewielka liczba katolików w Wołczynie nie ma własnej świątyni. Na nabożeństwa chodzą oni do pobliskich miejscowości (Bogacicy, Włoch czy Świniar Wielkich). W latach 1848–1851 miejscowi katolicy budują niewielką kapliczkę, której poświęcenia ksiądz Funke z dekanatu w Bogacicy. Kapliczka ta staje się zarazem parafialną dla wołczyńskich katolików, co ma miejsce w 1857 roku. Mieszkańcy Wołczyna oraz proboszcz ksiądz H. Nalepa nie poprzestają na niewielkiej kapliczce i dążą do budowy kościoła. W październiku 1856 roku, proboszcz parafii występuje do biskupa wrocławskiego z planem budowy nowej świątyni. Następny proboszcz parafii ksiądz Leopold Nerlich, w 1859 roku otrzymuje zgodę na budowę kościoła. 19 listopada 1859 roku zostaje położony kamień węgielny pod budowę, która trwa do 1861 roku. W czerwcu 1862 roku, biskup Henryk Foerster podpisuje akt erekcyjny. W 1867 roku parafię wołczyńską opuszcza ks. Nerlich, nowym zaś proboszczem zostaje ks. Anton Reimann. Na uwagę zasługuje fakt, że wszyscy wołczyńscy księża pracujący do II wojny światowej, znali zarówno język polski jak i niemiecki. Msze św. poranne odbywały się w języku polskim, natomiast popołudniowe w języku niemieckim. W 1948 roku parafię obejmują oo. z zakonu Kapucynów, a pierwszym administratorem zostaje o. Seweryn Władysław Krypel.

## Liczebność i zasięg parafii
Do parafii należy 7500 wiernych, a w skład jej wchodzą kościoły filialne:
- Kościół św. Teresy z Liseaux w Wołczynie,
- Kościół św. Anny w Wąsicach,
- Kościół Narodzenia Najświętszej Maryi Panny w Brzezinkach[2].

## Proboszczowie
- ks. Leopold Nerlich (1857–1867)[1]
- ks. Anton Reimann (1867–1888)[1]
- ks. Antoni Cyran (1888–1902)
- ks. Hermann Fiebig (zastępstwo za chorego proboszcza do 1903)[1]
- ks. Karol Brysch (1903–1911)[1]
- ks. Franciszek Drozdek (1911–1922)[1]
- ks. Maksymilian Sauer (1923–?)[1]
- o. Seweryn Władysław Krypel (1948 –1950)
- o. Ludwik Antoni Żołnierczyk (1950–1958)[1]
- o. Tytus Gorczyca (1958–1959)[1]
- o. Erazm Kandefer (1959–1973)[1]
- o. Czesław Wrona (1973–1979)[1]
- o. Elizeusz Martynów (1979–1985)[1]
- o. Stanisław Żmuda (1985–1991)[1]
- o. Andrzej Sośniak (1991–1997)[1]
- o. Tomasz Krawczyk (1997–2003)[1]
- o. Artur Pokrzywa (2003–2008)[1]
- br. Waldemar Korba (2008–2014)[1]
- br. Bogdan Kordek (2014–2017)[1]
- o. mgr Rafał Tański OFM Cap (2017–2023)[3][4]
- o. Tomasz Grabiec, OFM Cap.(2023– )[2]

## Wspólnoty parafialne
- Akcja Katolicka,
- Civitas Christiana,
- Domowy Kościół,
- Franciszkański Zakon Świeckich,
- Grupa Modlitwy św. Ojca Pio,
- Grupa AA „Nowy dzień”,
- Wspólnota „Góra błogosławieństw”,
- Liturgiczna Służba Ołtarza,
- Rodzina Radia Maryja,
- Żywy Różaniec,
- Oaza „Ruch Światło-Życie”[5].